# مانكوبا نغونيا
مانكوبا نغونيا (بالإنجليزية: Manqoba Ngwenya)‏ (23 مارس 1981 بسويتو في جنوب أفريقيا - ) هو لاعب كرة قدم جنوب أفريقي في مركز الوسط. شارك مع منتخب جنوب أفريقيا لكرة القدم. أما مع النوادي، فقد لعب مع بيدفيست ويتس وتاونشيب رولرز وماميلودي صن داونز ونادي مبومالانجا بلاك أسأت وتاندا رويال زولو ‏ ونادي نوتوان ‏.

## وصلات خارجية
- مانكوبا نغونيا على موقع قاعدة بيانات كرة القدم.إي يو (الإنجليزية)
- مانكوبا نغونيا على موقع ناشيونال فوتبول تيمز (الإنجليزية)